# The Monster Show
The Monster Show je album finske glasbene skupine Lordi. Izšel je leta 2005 pri založbi Mayan Records.

## Seznam skladb
1. Threatical Trailer
2. Bring It On (The Raging Hounds Return)
3. Blood Red Sandman
4. My Heaven Is Your Hell
5. Would You Love A Monsterman?
6. Devil Is A Loser
7. Icon Of Dominance
8. The Children Of The Night
9. Shotgun Divorce
10. Forsaken Fashion Dolls
11. Wake The Snake
12. Rock The Hell Outta You